# Zamostec
Zamostec – wieś w Słowenii, w gminie Sodražica. W 2018 roku liczyła 232 mieszkańców.